# Karl Cassian
Karl Cassian (* 10. Februar 1817 in Hanau; † 16. Juni 1882 ebenda) war Oberbürgermeister von Hanau und Abgeordneter des Kurhessischen Kommunallandtages des preußischen Regierungsbezirks Kassel.

## Leben
Karl Cassian wurde als Sohn des Lehrers und Kantors Martin Cassian und dessen Gemahlin Maria Katharine Bassermann geboren. Nach dem Abitur am Gymnasium Hanau studierte er an der Philipps-Universität Marburg erst Evangelische Theologie und dann Kameralwissenschaft. Im Wintersemester 1835/36 wurde er im Corps Teutonia zu Marburg, bald auch (wie Carl Ludwig) im Corps Guestphalia (I) aktiv. Den Vorbereitungsdienst leistete er bei der Stadtverwaltung Hanau und dem Konsistorium Hanau. Als Regierungsassessor kam er 1851 zum Landratsamt Fulda. Im selben Jahr heiratete er Henriette Fuchs aus Hanau. Um die Wahl von Hanaus Oberbürgermeister entstand ein großes Durcheinander. Cassian wurde er am 23. Oktober 1854 zum Oberbürgermeister gewählt; jedoch lehnte er die Wahl ab. In einem weiteren Wahlgang hatte man sich auf Edwin von Bischoffshausen geeinigt; doch auch er winkte ab und nahm die Wahl nicht an. Im achten Wahlgang am 10. Mai 1855 entschied man sich wieder für Cassian, der zunächst wieder ablehnte, aber dann die Wahl annahm.
Cassian übte das Oberbürgermeisteramt bis zum 31. März 1879 aus. 1871 wurde er Abgeordneter des Kurhessischen Kommunallandtages des Regierungsbezirks Kassel. Er saß im Verfassungs- und im Hauptausschuss und hielt das Mandat  bis 1875.